# Martin van Waardenberg
Martin van Waardenberg (Rotterdam, 9 januari 1956) is een Nederlands cabaretier, scenarioschrijver en acteur.

## Biografie
Van Waardenberg werd geboren in het Eudokiaziekenhuis in Rotterdam-Noord. Hij groeide op in de wijk Overschie, in de flat Gelderlandt aan de Van Adrichemweg. Daar was hij naar eigen zeggen "altijd aan het voetballen". Aan school deed hij vrijwel niets, tot hij zich inschreef voor de Academie voor Expressie door Woord en Gebaar.

### Cabaret en theater
Vanaf 1977 vormde Van Waardenberg samen met Evert de Vries en muzikant Rob Sawade het cabaretduo Van Santen, Van Santen en Van Santen.
In de zomer van 1984 leerde Van Waardenberg bassist Wilfried de Jong kennen, tijdens een kinderkamp van Humanitas in Drenthe, waar zij samen het entertainment verzorgden. De samenwerking tussen de theatermaker en de muzikant beviel zodanig goed, dat beide heren in 1985 als het duo Waardenberg en de Jong de theaters indoken met het theaterprogramma Begin maar vast. De samenwerking in het theater zou uiteindelijk tot 1998 duren.
Daarnaast maakte Van Waardenberg ook voorstellingen met onder anderen Martine van Os, John Buijsman en Karen van Holst Pellekaan.
In 2007 vertolkte hij een van de hoofdrollen in de musical De Snoepwinkel van Zevensloten, van Jeugdtheater Hofplein. Hij heeft ook de regie van de theatershow Keet van de Wereldband voor zijn rekening genomen. 
In het seizoen 2010-2011 was Van Waardenberg te zien in de musical Herinnert u zich deze nog?!.

### Film en televisie
Zijn televisiedebuut maakte hij in 1987, met de komische televisieserie Familie Oudenrijn en VARA’s Nachttrein.
In 1994 verscheen hij met mede-theatermakers Karen van Holst Pellekaan, Bert Visscher, Froukje van Houten en John Buysman in de absurdistische VPRO-serie Myxomatosis. Met een deel van hen maakte hij een jaar later de VPRO-kinderserie Loenatik, waarin hij zelf een van de hoofdrollen vertolkte. De serie werd een succes, liep meerdere seizoenen en leidde in 2002 tot de speelfilm Loenatik: de moevie. In 2014 kwam er een vervolg, Loenatik, te gek uit. 
Hij schreef scenario's en werkte als regisseur. 
In Sesamstraat speelt hij sinds 2002 de rol van Buurman Baasje, een norse buurman die zich overal mee bemoeit. 
In 2006 schreef Van Waardenberg het scenario voor de satirische NPS-serie Camping Pernis.
Van Waardenberg was te zien in de komische dramaserie Klein Holland als drankzuchtige vader van een doorsnee Hollands gezin dat te maken krijgt met een buitenlandse man.
In 2012 vertolkte hij de rol van Beter-Weten-Piet in de film Sint & Diego: de magische bron van Myra.
Met Gerard Meuldijk schreef Van Waardenberg het scenario van de speelfilm De Marathon, over vier vrienden die hun garage van het faillissement willen redden door gesponsord de marathon van Rotterdam te lopen. Deze film draaide in 2012 in de bioscopen. Hij had er zelf de rol van Leo in.
De acteur was tot 2010 met John Buijsman te zien in een reeks reclamespots voor de bouwmarkt Gamma, als het duo Sjaak en Freek-Willem.
Van Waardenberg speelde van 2012 tot 2016 in het VARA-televisieprogramma Kanniewaarzijn.
In 2015 kroop hij in de film Kidnep in de huid van een man die er door verkeerde vrienden en een gokverslaving toe komt mee te doen aan de ontvoering van een zekere Bo (Teun Stokkel), zoontje van rijke ouders, en een goede band met hem opbouwt. Datzelfde jaar was hij te zien in de bioscoopfilm Bon Bini Holland. 
Van Waardenberg schreef het script van de televisieserie Het geheime dagboek van Hendrik Groen. Dit scenario is bekroond met Zilveren Krulstaart 2017. In 2020 speelde hij Rolf in Groeten van Gerri, de film van Frank Lammers. Daarnaast speelde hij in 2022 buurman Bob in de serie Tweede Hans van Omroep Max waar hij ook een van de scenarioschrijvers is. In 2022 ging ook zijn film Ome Cor in première waar hij samen met zijn dochter Floortje van Waardenberg in speelt. In het najaar van 2023 speelde hij de hoofdrol van Robbie Reuzel in de film De Grote Sinterklaasfilm en de strijd om pakjesavond. In 2024 speelde hij de mopperende echtgenoot Jaap die met zijn dementerende vrouw met tegenzin naar Spanje rijdt, in de tragikomedie De terugreis. Datzelfde najaar kwam Van Waardenburg met de bioscoopfilm Opa Cor, dat als vervolg dient op Ome Cor. Hij regisseerde en schreef de film, daarnaast vertolkte hij samen met zijn kinderen de hoofdrol. Tevens was hij datzelfde najaar te zien in de bioscoopfilm De z van zus.

## Prijzen en nominaties
Voor zijn rol als Majoor in Loenatik werd Van Waardenberg genomineerd voor een Gouden Kalf.
In januari 2014 won van Waardenberg de Rotterdam Marketing Award.
Voor zijn rol in het korte oorlogsdrama Thuisfront (2016) won Van Waardenberg de prijs voor beste acteur tijdens het 48 Hour Film Project in Rotterdam.
In 2023 werd de Blijvend Applaus Prijs aan Waardenberg en De Jong toegekend. 